# Molobratia purpuripennis
Molobratia purpuripennis là một loài ruồi trong họ Asilidae. Molobratia purpuripennis được Matsumura miêu tả năm 1916.